# Bryan Angulo
Bryan Dennis Angulo Tenorio (Guaiaquil, 30 de novembro de 1995) é um futebolista equatoriano que atua como atacante. Atualmente joga pelo The Strongest.

## Carreira em clubes

### Início da carreira
Angulo nasceu em Guayaquil e participou das categorias de base do Rocafuerte em 2009. Em julho de 2013, depois de já fazer sua estreia pela equipe principal na Segunda Categoría del Guayas, foi emprestado ao Emelec, da Serie A, por dois anos.

### Emelec
Em 11 de outubro de 2014, depois de ser usado regularmente com o time reserva, Angulo fez sua estréia na equipe, entrando como substituto tardio para o artilheiro Miller Bolaños na vitória por 3 a 1 fora de casa contra o Manta . Em 5 de fevereiro de 2015, depois de jogar em sete partidas do campeonato na campanha anterior, ele foi comprado pelo Emelec e concordou com um contrato até 2019.
Angulo só se tornou titular do clube a partir da temporada de 2016 e marcou seu primeiro gol em 8 de maio daquele ano ao marcar o empate em um empate em casa por 3 a 3 contra o River Ecuador. Em 9 de outubro, ele marcou dois gols na vitória por 3 a 1 em casa contra o Fuerza Amarilla.
Angulo foi o segundo artilheiro da campanha de 2018 ao marcar 29 gols, oito atrás de Jhon Cifuente .

### Cruz Azul
Em 6 de agosto de 2019, o Cruz Azul da Liga MX anunciou um acordo com a Emelec para a transferência de Angulo. Três dias depois, ele foi anunciado oficialmente como a nova adição do clube.

#### Empréstimo para Tijuana
Em 26 de dezembro de 2019, após apenas nove partidas pelo Cruz Azul, Angulo mudou-se para o Tijuana por empréstimo. Apesar de aparecer raramente, seu empréstimo foi interrompido em janeiro de 2021.

#### Retorno do empréstimo
Depois de retornar ao Rayados, Angulo marcou seu primeiro gol pelo clube em 28 de fevereiro de 2021, marcando o gol da vitória por 1 a 0 sobre o León.

## Carreira internacional
Em 7 de novembro de 2018, Angulo foi convocado pelo técnico do Equador, Hernán Darío Gómez, para amistosos contra Peru e Panamá . Ele fez sua estréia internacional completa treze dias depois, começando em uma vitória por 2-1 contra o último na Cidade do Panamá .

## Vida pessoal
Angulo foi acusado de um assassinato ocorrido em sua cidade natal, Guayaquil, durante as primeiras horas de 25 de dezembro de 2020. No dia seguinte, seu nome foi retirado da investigação.

## Estatísticas da carreira

### Clube
- Atualizado até 23 March 2022.[16]

| Club           | Season       | League            | League | League | Cup  | Cup   | Continental | Continental | Other | Other | Total | Total |
| Club           | Season       | Division          | Apps   | Goals  | Apps | Goals | Apps        | Goals       | Apps  | Goals | Apps  | Goals |
| -------------- | ------------ | ----------------- | ------ | ------ | ---- | ----- | ----------- | ----------- | ----- | ----- | ----- | ----- |
| Rocafuerte     | 2013         | Segunda Categoría | 0      | 0      | —    | —     | —           | —           | 7     | 4     | 7     | 4     |
| Emelec         | 2014         | Serie A           | 7      | 0      | —    | —     | —           | —           | —     | —     | 7     | 0     |
| Emelec         | 2015         | Serie A           | 4      | 0      | —    | —     | 1           | 0           | —     | —     | 5     | 0     |
| Emelec         | 2016         | Serie A           | 26     | 10     | —    | —     | 4           | 0           | —     | —     | 30    | 10    |
| Emelec         | 2017         | Serie A           | 37     | 13     | —    | —     | 6           | 3           | —     | —     | 43    | 16    |
| Emelec         | 2018         | Serie A           | 41     | 29     | —    | —     | 4           | 2           | —     | —     | 45    | 31    |
| Emelec         | 2019         | Serie A           | 13     | 5      | —    | —     | 8           | 4           | —     | —     | 21    | 9     |
| Emelec         | Total        | Total             | 128    | 57     | —    | —     | 23          | 9           | —     | —     | 158   | 70    |
| Cruz Azul      | 2019–20      | Liga MX           | 9      | 0      | —    | —     | —           | —           | 1     | 0     | 10    | 0     |
| Cruz Azul      | 2020–21      | Liga MX           | 14     | 3      | —    | —     | 3           | 0           | —     | —     | 17    | 3     |
| Cruz Azul      | 2021–22      | Liga MX           | 27     | 5      | —    | —     | 3           | 0           | 2     | 0     | 32    | 5     |
| Cruz Azul      | Total        | Total             | 50     | 8      | —    | —     | 6           | 0           | 3     | 0     | 59    | 8     |
| Tijuana (loan) | 2019–20      | Liga MX           | 6      | 1      | 6    | 3     | —           | —           | —     | —     | 12    | 4     |
| Tijuana (loan) | 2020–21      | Liga MX           | 15     | 3      | —    | —     | —           | —           | —     | —     | 15    | 3     |
| Tijuana (loan) | Total        | Total             | 21     | 4      | 6    | 3     | —           | —           | —     | —     | 27    | 7     |
| Career total   | Career total | Career total      | 199    | 69     | 6    | 3     | 29          | 9           | 10    | 4     | 244   | 85    |

1. 1 2 3

### Internacional
- Atualizado até 26 January 2022.[18]

| Seleção do Equador | Seleção do Equador | Seleção do Equador |
| Ano                | Aplicativos        | Metas              |
| ------------------ | ------------------ | ------------------ |
| 2018               | 1                  | 0                  |
| 2021               | 4                  | 0                  |
| Total              | 5                  | 0                  |

## Honras
Cruz Azul
- Liga MX : Guardiões 2021
- Campeón de Campeones : 2021
- Taça das Ligas : 2019